# Concurso Nacional de Belleza de Costa Rica
El Concurso Nacional de Belleza de Costa Rica es un concurso de belleza anual, que se encarga de delegar a las representantes de Costa Rica en diversos certámenes internacionales, opera en el país desde 2019, luego de que en el año 2017, la Organización Reinas de Costa Rica perdiera la franquicia del Miss Mundo.
La ganadora del Concurso, además de ganar el derecho de representar a Costa Rica en dicho certamen, debe viajar por toda la República desarrollando una importante labor social, aunado a ello, la designación a otros concursos internacionales, se desarrolla a partir del cuadro final de coronación o en su defecto por designación. La ganadora recibe el título de Señorita Costa Rica, por lo que no debe confundirse con el certamen nacional Miss Costa Rica
La actual Señorita Costa Rica es Tamara Dal Maso Gardela, representante de la provincia de Puntarenas.

## Historia
En el año 2019, Erick Solís, actual director del Concurso Nacional de Belleza, expresó con alegría el reenvío de candidatas al certamen internacional Miss Mundo, luego de dos años de ausencia de candidatas costarricenses en dicho concurso, la franquicia de Miss Mundo en Costa Rica, ha fluctuado en varias ocasiones, en cuanto tenencia se refiere. Es a partir de 1974 que Costa Rica participa en dicho concurso internacional, no obstante, luego de 43 años de participación ininterrumpida, Allan Alemán director de Reinas de Costa Rica, determinó el no envío de una participante costarricense, debido al poco apoyo y poca preparación que tienen las candidatas nacionales, apelando a la abstinencia de envío, antes de consignar una reina sin preparación. En 2019, a través de noticieros nacionales, se anuncia el reenvío de candidatas al Miss Mundo, en manos de esta nueva franquicia dirigida por Solís, en dicho contexto, el concurso se llamaba "Miss Costa Rica Mundo", pues solo se enfocó en dicho concurso, no obstante, desde el año 2020, la tenencia de nuevas franquicias fue aumentando, por lo que se decidió el cambio de nombre actual.
El desarrollo del concurso, se establece a través de representaciones provinciales y regionales, así entonces, las comitivas provinciales se encargan de desarrollar un concurso regional, o en su defecto establecer su representante por decreto o "designación".

## Actuales Reinas
Sección actualizable: Concurso del 2022
| Señorita Costa Rica                          | Señorita Alajuela - Krisly Salas    |
| Reina Internacional del Café Costa Rica      | Señorita Limón - Maricrís Rodríguez |
| Nuestra Latinoamericana Universal Costa Rica | Señorita Heredia - Fabiola Calvo    |
| Miss Orb Costa Rica                          | Señorita Cartago - Lady Badilla     |

## Señorita Costa Rica
La ganadora del Concurso Nacional de Belleza de Costa Rica, es la encargada de representar al país en Miss Mundo.
- Para ver candidatas anteriores, dirigirse a: Reinas de Costa Rica

| Año  | Candidata               | Representación | Posición |
| ---- | ----------------------- | -------------- | -------- |
| 2019 | Jéssica Jiménez Muñoz   | San José       |          |
| 2020 | Andrea Montero Briceño  | Limón          |          |
| 2021 | Tamara Dal Maso Gardela | Puntarenas     |          |

## Miss Charm Costa Rica
| Año  | Candidata           | Representación | Posición |
| ---- | ------------------- | -------------- | -------- |
| 2021 | Karina Ramos Leitón | Heredia        |          |

## Miss Gold International
| Año  | Candidata                  | Representación | Posición |
| ---- | -------------------------- | -------------- | -------- |
|      |                            |                |          |
| 2021 | Catalina Murillo Gutiérrez | Heredia        |          |

## Miss Continentes Unidos
| Año  | Candidata                | Representación | Posición |
| ---- | ------------------------ | -------------- | -------- |
|      |                          |                |          |
| 2019 | Maricrís Rodríguez Rojas | San José       |          |
| 2021 | Evelyn Sibaja Alfaro     | Alajuela       |          |

## Nuestra Latinoamericana Universal
| Año  | Candidata           | Representación | Posición |
| ---- | ------------------- | -------------- | -------- |
| 2021 | Brenda Muñoz Castro | Guanacaste     |          |

## Miss Grand International
| Año  | Candidata | Representación | Posición |
| ---- | --------- | -------------- | -------- |
| 2022 | N/A       | N/A            | N/A      |

## Reinado Internacional del Café
| Año  | Candidata          | Representación | Posición |
| ---- | ------------------ | -------------- | -------- |
| 2023 | Maricrís Rodríguez |                |          |

## Acrónimos de los certámenes provinciales y regionales
| - CNB Señorita San José - CNB Señorita Alajuela - CNB Señorita Cartago - CNB Señorita Heredia | - CNB Señorita Guanacaste - CNB Señorita Puntarenas - CNB Señorita Limón - CNB Señorita Pérez Zeledón. |

## Coronas por provincia
| Representación | Títulos | Años |
| -------------- | ------- | ---- |
| San José       | 1       | 2019 |
| Limón          | 1       | 2020 |
| Puntarenas     | 1       | 2021 |
| Alajuela       | 1       | 2022 |
| Heredia        |         |      |
| Guanacaste     |         |      |
| Cartago        |         |      |

## Anexos
- Anexo:Señorita Costa Rica 2022